# 191 Peachtree Tower

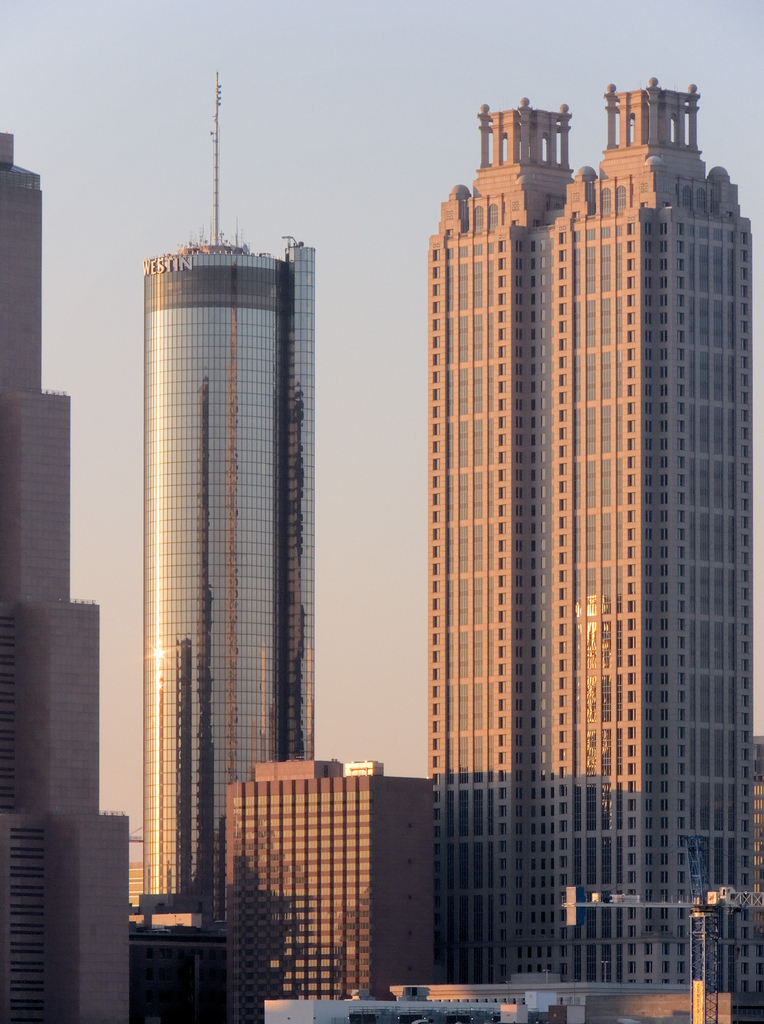
La 191 Peachtree Tower (à droite) à côté du Westin Peachtree Plaza

La 191 Peachtree Tower est le 4e plus haut gratte-ciel de la ville d'Atlanta (Géorgie).
Il s'élève à 235 mètres et comporte 50 étages.
Dessiné entre autres par Johnson/Burgee Architects, le bâtiment fut terminé en 1991.